# Saint-Robert-Bellarmin
Saint-Robert-Bellarmin es un municipio canadiense situado en la provincia de Quebec.

## Superficie
Saint-Robert-Bellarmin tiene una superficie de 236,33 km².

## Demografía
En 2021, tenía 529 habitantes, una densidad poblacional de 2,2 hab./km², y 237 viviendas.